# 科学社会学
科学社会学（かがくしゃかいがく、英: sociology of science）は、科学を研究テーマとする学問。社会学の一分野。
科学社会学の成立は後述するように比較的新しいが、科学や科学技術の進歩や、隣接学問である科学哲学や科学史の発展、そして科学と社会の関係の著しい変化などを受けて、科学社会学の内容や方法もまた急速に変化ないし発展してきた。
当初の、科学に関する制度がどのように科学者の研究に影響を与えるかといった研究から、科学知識の内容そのものについての社会学的研究、さらには科学者が研究室で実際には何をやっているかについての参与観察的研究、科学知識の社会への伝達・普及に関する研究、科学技術と社会（公衆）との間に生じるコンフリクトについての研究など、科学社会学が対象とする分野は随時拡大して来ている。
以下では、概ね科学社会学の発展の順序に従って、科学社会学の主たるテーマやトピック、方法論などについて述べる。

## 科学者の社会学
科学社会学の創始者はロバート・K・マートンであるといわれる。
マートンはアメリカの代表的な社会学者の一人であり、主著『社会理論と社会構造』に見られるように、その研究対象は多岐にわたっているが、彼の研究者としての出発点は、学位論文「十七世紀英国における科学・技術・社会」（1938年）に見られるように、科学についての歴史社会学研究にあった。『社会理論と社会構造』においても4部構成のうち第4部を科学社会学研究に当てている。
科学という営みは、科学知識を生産し、それを応用して社会的・技術的課題の解決に努めたり、社会の必要に応じて科学知識を若い世代に伝達したりしている科学者たち「科学者集団（英語: scientific community）」によって担われている。また、この科学者集団もまた、一般社会によって支えられ影響を与えられている。つまり、科学もまた一つの社会制度に他ならない。
1930年代、ハーバード大学の大学院で社会学の研究を始めたマートンは、科学史研究者ジョージ・サートン（英語: George Sarton）の指導をうけながら、科学の認知的発展と、それを取りまく社会－文化構造との相互関係が、基本的な問題だとみなして、前述の学位論文を執筆した。
しかし科学社会学研究は1940年代から1950年代にかけて、アメリカ社会学界でも決して大きく花咲くことはなかった。これには，科学知識と社会との相互作用を主題とする研究は、学界を含むアメリカ社会では左傾的だとみなされる傾向があり、第二次大戦後の冷戦体制の中タブー視されていたという事情があった。
マートンの科学社会学研究は大きく方向転換し、学位論文の科学と社会の相互作用を総合的に問題とする研究関心からシフトないし後退し、自律的な社会システムとしての科学者集団内部の構造・機能的な分析に研究を限定するようになった。マートンの科学社会学研究は、科学者を集団としてまた個人として律する規範構造 (normative structure of science) への分析と向かっていった。マートンによれば、科学という営みは、確証された知識の増大という目標を達成するのに相応しい独自のエートス（倫理観）に支えられている。こうして現代科学知識の発展と普及の主要因として抽出されたのが、科学者たちの間に共有される「普遍主義・公有主義・利害超越性・系統的懐疑主義」という4つの規律、いわゆる「マートン・ノルム」（後述）である。
こうしてこの時代の科学社会学は、マートンのこうした研究を引き継いだ構造・機能主義的な科学社会学研究としては、例えばWarren O. Hagstrom （ウォーレン・ハグストロム）『科学者集団 The Scientific Community』やNorman W. Storer （ノーマン・ストーラー）『科学の社会システム The social system of science』があげられる。またデレク・プライス（英語: Derek J. de Solla Price）らによる数量的な科学社会学も『リトルサイエンス・ビッグサイエンス』という顕著な成果を生み出した。これは科学者の数、科学論文数などといった数量的な指標でみた場合に、科学という営みは、17世紀以来一貫して指数関数的な増大傾向を示してきたという事実を明らかにしたものである。
マートンの研究を受け継ぐこれらは、科学者の報酬体系や研究施設についての制度分析、論文の間の引用分析などを主としながら、科学理論の内実そのものはブラックボックスに入れて取り扱わないという一線を守り通した。このため、こうした科学社会学研究を総称して「科学者の社会学」と呼ぶことができる。これに対するのは、科学理論の内実にまで踏み込み、むしろ科学知識と社会との関係を中心にすえた科学社会学となるだろう。次節で紹介する科学知識の社会学（英語: Sociology of Scientific Knowledge）:SSK はまさにそうしたものであった。

### マートン・ノルム (Merton CUDOS)
成定薫は、（独自性Originalityを除く）マートンが提示した4つのノルムを次のように説明している。ここでは、独自性Originalityを付け加えて、いわゆるMerton CUDOSを示した。
公有主義（Communalism）
科学者は発見を独り占めしてはならず、秘密主義は許されない。
普遍主義（Universalism）
科学の業績は個々の科学者の個人的性格や社会的地位と関わりなく評価されなければならない。
利害超越（Disinterestedness）
科学者は発見したものを利害を超越したやり方で用いなければならない。
独自性（Originality）
科学者の主張は新しいものでなければならず、我々の知識や理解に新しい何かを追加するものでなければならない。
系統的懐疑主義（Skepticism）
科学者は新しい知識を批判的・客観的に評価すべきである。

### マタイ効果 (Matthew effect)
マートンは、条件に恵まれた研究者は優れた業績を挙げることでさらに条件に恵まれる、という「利益—優位性の累積」のメカニズムを指摘した。マートンは、新約聖書のなかの文言「おおよそ、持っている人は与えられて、いよいよ豊かになるが、持っていない人は、持っているものまでも取り上げられるであろう」（マタイ福音書第13章12節）から借用してこのメカニズムを「マタイ効果」と命名した。著名科学者による科学的文献には水増しする形で承認が与えられ、無名科学者には与えられない。たとえば、ノーベル賞受賞者は、生涯ノーベル賞受賞者であるが、この受賞者は学界で有利な地位が与えられるために、科学資源の配分、共同研究、後継者の養成においてますます大きな役割を果たす。マタイ効果は科学のコミュニケーション網において迅速にかつ広範に知名度の高い科学者の貢献が組み込まれる点で、科学の発展を促進するプラスの側面を持つが、一方で、科学の権威の偶像化を招くまでになると、マートン・ノルムのうち「普遍主義Universalism」のエートスを犯すことになり（たとえば無名の新人科学者の論文は学術誌に受理されにくく、業績を発表することについて著名科学者に比べて不利な位置におかれる）、科学の発展を阻害するマイナスの側面を持っている。

## クーン「パラダイム」論の影響
トーマス・クーンが1962年に発表した『科学革命の構造』は、通俗的には、科学の歴史がつねに累積的なものではなく、断続的に革命的変化すなわち「パラダイムシフト」が生じると指摘したものとして、科学知識の相対性を主張したもの（少なくとも相対主義的科学観を容認するもの）と見なされている。
またクーンが用いた「パラダイム」という言葉は、一種の流行語としてもちいられ、大雑把に「ある時代の人々のものの見方・考え方」「多くの人々に一般的な思考枠組み」というような一般的意味で用いられるようになった。たとえば『広辞苑』第四版では、「一時代の支配的な物の見方」と定義されている。
こうした俗説は、クーンが科学の擁護者であったこと、またパラダイムという概念を、科学と非科学の間に境界を引くための線引き問題の解決を図るべく、科学という知的活動を他の知的活動と根本的に区別する基本的特徴を指すものとして用いたことを見落としている。従来の、科学と非科学の境界設定基準（たとえばクーンの批判者となるポパーが唱えた反証可能性）は、実のところ占星術といったものまでもパスさせてしまう。クーンは、占星術もテスト可能な予測（反証可能な予測）をなすという意味では論理実証主義や反証主義などの立場からは科学的ということになってしまうが、パラダイム論ではそうした馬鹿げたことが生じないと主張している。
クーンにとっては、科学者は科学者集団 (scientific community) に属するメンバーとして定義されるが、そうした科学者集団の維持＝再生産機能を持つものがパラダイムである。こうしてパラダイムは科学者集団との関係で規定されるのである。ある知的活動が科学であるのか否かはその中にパラダイムが存在するかどうかによって決まる。例えば占星術という知的活動が非科学であるのは、その活動によって産出された知識それ自体に問題があるためではなく、その活動に携わる集団を支配するパラダイムが存在しないためである。
クーンのパラダイム論は、上に述べたような点で、単に相対主義的科学観を容認する所説ではなく、科学と非科学の境界設定基準という科学哲学における最大の問題を、科学者集団という社会（学）的概念の導入によって再考する意義をもっていた。
クーンのパラダイム論はまた、科学者の日常的営為がどのようなものであるか、パラダイムという土台の上に累積的に知を積み重ねていく「通常科学」の営みにも光を当てた。普通の大部分の科学者は既存パラダイムの批判的検討や新しいパラダイムの提唱などは行なってはいない。ニュートン力学、相対性理論、量子力学などはそれらの生成期には多くの科学者が関わるが、いったんそうした普遍的理論が確立した後（すなわちパラダイムの確立後）は、そうした普遍理論を前提として（普遍理論の正しさを疑うことなく）「実際の現象をどう説明するのか？」、「未知の新しい現象をどう予測するのか？どう作り出すのか？」といった「パズル解き」的活動に従事するということを強調した。この意味でクーンは，科学研究の現場で実際には何が行われているか、を参与観察の手法で明らかにしていくラボラトリー・スタディーズの、直接の父ではないにせよ、祖父か伯父の役割を果たしたといえる。

### パラダイムとは何か
パラダイムとはもともと、人称や時制による語型変化を示す代表的な事例（範例）という意味で使われてきた言語学上の用語であった。言語学においては、例えばLatin Verb Conjugation Paradigms （ラテン語動詞の活用変化のパラダイム）というような形で用いられる。なおクーンはパラダイムという用語を用いるにあたって、こうした言語学上の用法を意識していたと思われる。そのことは、クーンがクーン『科学革命の構造』第二版で追加された「補章 --- 1969年」の中で、パラダイムという用語の言い換えとして用いたdisciplinary matrix（専門母体）の4番目の要素が見本例 (exemplars) である ことに示されている。
クーンによれば、パラダイムとは、ある一定の専門領域の科学者集団の中で共有されている普遍理論、背景的知識価値観、規範、テクニックなどの諸要素から構成される複合的全体であるとされるが、その含意はパラダイムが科学的活動の中心的構成要素として科学者集団の維持＝再生産機能を持つものすべてを包含するものであるということである。そのため、マーガレット・マスターマンが「パラダイムの本質」 で指摘したように、クーンの用法では、パラダイムは何十という意味内容を持つ多義的な概念となった。パラダイムはむしろ、今後の科学史や科学社会学などの研究のなかで、その内容を精査していくべきものなのである。

## 科学知識の社会学
1960年代以降、マートンに始まる科学社会学は一つの専門分野としてようやく確立するに至る。このマートン流の科学社会学が，前述のとおり専門分野として確立する過程で科学集団に焦点を合わせたものにならざるを得なかったのに対して、 1962年に発表されたクーンのパラダイム論は、科学知識の問題と科学者集団をダイナミックに両者を切り離すことなく分析する可能性を開くものだった。
上記のようなマートン流の「科学者の社会学」に対して、クーン流の科学観と知識社会学の伝統を融合しようと努めたヨーロッパの研究者の中から、科学者集団のみならず科学知識の内容そのものに踏み込んだ研究が立ち現れてくる。その担い手は、社会学の専門教育を受けた者よりむしろ、自然科学出身のものが多かった。彼らは、文化人類学や認知科学などの成果を武器に、科学知識そのものと科学者集団およびより広い社会との関連に焦点を定め，社会における科学知識の生産・流通の意味を積極的に問おうとした。科学知識の社会学（SSK：Sociology of Scientific Knowledge）の登場である。

### 「ストロングプログラム」と「エジンバラ学派」
科学者集団が社会の影響を受けるとするのみならず，科学知識もまた社会の影響を被る（科学知識の社会構築性）とするSSKが，科学の客観性に疑問を投げかける形で科学の社会性を分析することは必然的だった。なぜなら異なった社会では、異なった科学のあり方があり得るからである。中でも最も典型的と言われたのが，エジンバラ大学のデイヴィッド・ブルアが提唱した「ストロング・プログラム」である。ブルアはマートン流科学社会学が科学の合理的な部分を社会学的分析の対象から外したことを批判し、科学知識の内容にまでふみこみ、その社会的原因を分析するのが社会学者のつとめであると提唱した。この科学知識の社会学（SSK）という言葉もブルアが導入したものである。
「ストロング・プログラム」は，具体的には1976 年のブルアの『知識と社会表象』 (Bloor 1976) で科学知識社会学を行う上で受け入れるべき四つの信条 (tenets) という形で提示された。四つの信条とは、
(1) 因果性：科学知識は社会的な原因をふくむ様々な原因によって生成される
(2) 公平性：正しい（合理的な）信念も間違った（不合理な）信念も、どちらも説明を要する
(3) 対称性：正しい信念も間違った信念も同じタイプの原因によって説明される
(4) 反射性：以上の三つの前提は社会学自身にも適用される
エジンバラ大学では、この後、スティーブン・シェイピンやドナルド・アンガス・マッケンジーといった研究者が「ストロング・プログラム」を実践した研究を発表し、「エジンバラ学派」と呼ばれるようになった。エジンバラ学派の具体的な研究として、ドナルド・マッケンジーによる統計学の誕生に関する研究 (MacKenzie 1981) がある。マッケンジーは、初期の統計学上の論争（バイオメトリックスとメンデル主義の論争など）でのフランシス・ゴルトンらの立場が、彼らが優生学を支持していたことに影響されており、優生学について有利な研究成果が出されたことを指摘する。また、当時（19世紀末から20世紀初頭）のイギリスでの優生学の支持者たちの多くは専門職をもつ中産階級であることから、彼らの階級的利害が優生学の推進に反映されていることも指摘された。
もうひとつ、エジンバラ学派の成果として、スティーヴン・シェイピンとサイモン・シャッファーのボイル＝ホッブズ論争の分析では、ロンドン王立協会とそのメンバーの権威がロバート・ボイルに有利に働いたと示唆されている。ボイルのエアポンプの実験の多くは王立協会の会議室で行われ、立会人となった人々の社会的な信用が、実験そのものの信憑性を高めるために利用された。これとは対照的に、ボイルに対する反論者ヘンリー・モアが漁師の水中での体験を引き合いに出したことに対し、ボイルは漁師が無学であるという理由でそうした証言そのものの信憑性を否定し、それが受け入れられたことが示されている。

### 「エジンバラ学派」への批判
サージェントはボイルの議論を分析し、たとえば漁師の証言を拒否する議論にしても、人間の体の検出装置としての信頼性そのものを問題にしているのであって、単に無学な漁師であるからといって却下しているわけではないことを示した。
この問題は実験的手法の使えない因果仮説一般について回る問題である。したがって、健全な合理的判断が原因となってある理論が受け入れられた、という因果的仮説も、きちんと立証しようとすれば同じような困難に直面することになる。
しかし両者の関係は完全に対称というわけにはいかない。コールが指摘するように、科学に外的な要因と科学的知識の詳細な内容（たとえば E=mc2 という式の正確な形）の連関が示されたことはないが、合理的判断に基づく説明の場合、実験結果との突き合わせなど、詳細な内容に立ち入った連関付けが可能である。

## ラボラトリー・スタディーズ（研究室研究）
ラボラトリー・スタディーズ（英: Laboratory Studies）は、科学的知識の生産が行われる場所である実験室・研究室での実際の研究活動を、民族誌学的手法を用いて直接観察・分析する研究アプローチである。1970年代後半から1980年代にかけて本格的に発展し、科学社会学の「社会構成主義的転回」において重要な役割を果たした。
ラボラトリー・スタディーズは、科学者が日常的に行っている活動が科学的事実の構築につながるプロセスを明らかにすることを目的とする。従来の科学論が理論的・哲学的分析や科学の制度的側面に焦点を当てていたのに対し、この分野では研究室内で実際に起こっている具体的な実践、相互作用、意思決定過程を詳細に観察・記録する。
1976年から1977年にかけて、カリン・クノール・セティナがカリフォルニア大学バークレー校の社会変動研究所で研究を行い、この時期にフランスの哲学者から社会学者に転身したブルーノ・ラトゥールとイギリスの社会学者スティーブン・ウールガーがカリフォルニア南部のソーク研究所でよく知られた「ラボラトリー・スタディーズ」を開始した。
ブルーノ・ラトゥールとスティーブ・ウールガーによる『ラボラトリー・ライフ：科学的事実の社会的構築』（1979年）は、科学研究分野で最も影響力のある著作の一つとされる。1975年10月から1977年8月まで、ブルーノ・ラトゥールがカリフォルニア州ラホヤのソーク生物学研究所の神経内分泌学研究室で民族誌学的研究を実施した結果である。この研究では、科学的作業が行われる方法について多くの観察を提示し、科学者が行う日常的な実験室実践、論文の出版、科学的威信、研究資金、その他の実験室生活の要素間の複雑な関係について記述している。
マイケル・リンチの『実験室科学における芸術と人工物』（1985年）は民族誌学的伝統から生まれ、大学の脳科学研究室で収集されたデータに基づいている。シャロン・トラウィークの『ビームタイムとライフタイム』（1988年）は、アメリカと日本の高エネルギー物理学研究の比較分析に基づいて、まったく異なる視点を提供している。

## アクター・ネットワーク理論
1980年代後半にパリ国立高等鉱業学校のイノベーション社会学センター（CSI）で生まれた。中心メンバーは、同センターのミシェル・カロンとブリュノ・ラトゥールであり、客員のジョン・ロー (社会学者)であった。
社会的、自然的世界のあらゆるもの（アクター）を、絶えず変化する作用（エージェンシー）のネットワークの結節点として等しく扱う点に特徴がある。しばしば、ANT（エーエヌティ）と略称される。それまでの科学社会学と異なり、社会的な力の存在を想定することなく、また、客観的な実在を前提にすることなく、したがって、ある現象を「説明する」のではなく「記述する」ために、「アクターにしたがって」経験的な分析を行う。
ANTは科学社会学の領域を超えて、21世紀における人文社会科学分野で最も大きな影響力をもつ理論のひとつになっている。

## 科学技術社会論 (STS)
STS（Science,Technology and Society）とは、科学技術と社会との関連について教育・研究史、あるべき方向を見出そうとする社会的な動きの1つ。“科学技術を社会的文脈のなかで捉える”ところにその特徴があり、科学技術に関する歴史・哲学・科学政策論・知識論などが絡み合った学際的な性格を強く持ったものが多い。ただしその具体的な内容は多様であるため、きまったディシプリンがあるわけではない。
1960年代以降、欧米の大学を中心にSTSについての研究が始まったのがきっかけであるが、STSの考え方は科学者・技術者のみに求められるべきではないとの見方から、科学教育における考え方としても浸透しつつある。

### 日本語書・日本語訳書
- R. K. Merton, Social Theory and Social Structure: Toward the Codification of Theory and Research, (Free Press, 1949).（森東吾・森好夫・金沢実・中島竜太郎訳『社会理論と社会構造』みすず書房, 1961年）
- R. K. Merton, The Sociology of Science: An Episodic Memoir, (Southern Illinois University Press, 1979).（成定薫訳『科学社会学の歩み――エピソードで綴る回想録』サイエンス社, 1983年）
- M. J. Mulkay, Science and the sociology of knowledge, (G. Allen & Unwin, 1979)（堀 喜望訳『科学と知識社会学』紀伊国屋書店，1985)
- 吉岡斉『科学社会学の構想 : ハイサイエンス批判』（リブロポート, 1986）
- 有本章『マートン科学社会学の研究—そのパラダイムの形成と展開』（福村出版, 1987）
- 成定薫他編著『科学見直し叢書』木鐸社、1987-91年
  - 『科学と非科学のあいだ』（第1巻）
  - 『制度としての科学』（第2巻）
  - 『科学における論争・発見』（第3巻）
  - 『科学とは何だろうか』（第4巻）
- フォーラムSTS『サイエンスを再演する　パート 1』学文社 1990
- フォーラムSTS『サイエンスを再演する　パート 2』学文社 1992
- Bruno Latour, Science in action : how to follow scientists and engineers through society,(Open University Press, 1987)（川崎勝,高田紀代志(訳)『科学が作られているとき―人類学的考察 』産業図書，1999)
- 金森修『サイエンス・ウォーズ』(東京大学出版会，2000）
- 金森修, 中島秀人（編）『科学論の現在』（勁草書房，2002)
- 小林傳司『公共のための科学技術』（玉川大学出版部, 2002）
- 藤垣裕子『専門知と公共性―科学技術社会論の構築へ向けて』（東京大学出版会, 2003）
- 川村康文（編著）『STS教育読本』（かもがわ出版、2003）
- 小林傳司『誰が科学技術について考えるのか―コンセンサス会議という実験』（名古屋大学出版会, 2004）
- 藤垣裕子『科学技術社会論の技法』（東京大学出版会, 2005）
- 成定薫「科学社会学の成立と展開」『科学論』 第10巻、岩波書店、東京〈岩波講座現代思想〉、1994年。ISBN 4-00-010540-X。

### 西洋書
- Barry Barnes, Scientific knowledge and sociological theory-- Routledge & K. Paul, 1974. -- (Monographs in social theory)
- Barry Barnes and David Edge(eds.), Science in context : readings in the sociology of science -- Open University Press, 1982
- Sheila Jasanoff et al.(eds.), Handbook of science and technology studies  -- revised ed.. -- Sage Publications, 1995
- Sergio Sismondo, Science Without Myth: On Constructions, Reality, and Social Knowledge (Suny Series in Science, Technology, and Society) -- State University of New York Press, 1996.
- Barry Barnes, David Bloor & John Henry, Scientific knowledge : a sociological analysis -- University of Chicago Press, 1996
- David J. Hess, Science studies : an advanced introduction -- New York University, 1997
- Mario Biagioli(ed.), The science studies reader -- Routledge, 1999
- Massimiano Bucchi(translation by Adrian Belton), Science in society : an introduction to social studies of science-- 1st English language ed. -- Routledge, 2004
- Sergio Sismondo, An introduction to science and technology studies  -- Blackwell, 2004
- Steven Yearley, Making sense of science : understanding the social study of science -- Sage Publications, 2005
- Wenda K. Bauchspies, Jennifer Croissant, and Sal Restivo, Science, technology, and society : a sociological approach -- Blackwell, 2006
- Robert K. Merton; Norman W. Storer (1979-09-15) (英語). The Sociology of Science:Theoretical and Empirical Investigations (New edition版 ed.). イリノイ州: The University of Chicago Press. pp. 636. ISBN 9780226520926 2009年8月2日閲覧。